# Cubanaster
Cubanaster is een geslacht van uitgestorven zee-egels uit de familie Laganidae. Vertegenwoordigers van dit geslacht zijn slechts als fossiel bekend.

## Soorten
- Cubanaster acunai (Lambert, 1926) †
- Cubanaster camagueyensis Sánchez Roig, 1952 †
- Cubanaster herrerai Sánchez Roig, 1952 †
- Cubanaster planipetalum Sánchez Roig, 1952 †
- Cubanaster santanae Sánchez Roig, 1952 †
- Cubanaster torrei (Lambert, 1926) †